# سوني FX3
، وهي كاميرا سينمائية مدمجة ذات إطار كامل وعدسات قابلة للتبديل، في 23 فبراير 3FX Sony تم اإلعالن عن كاميرا التي صدرت في العام السابق، أصبحت الكاميرا متوفرة في مارس .2021 ومع III S7α Sony .2021 استنادًا إلى كاميرا سعر ابتدائي يبلغ 3,900 دوالر )4,200 جنيه إسترليني(، أصبحت واحدة من أكثر النماذج االقتصادية في خط اإلنتاج .الموجهة لصانعي األفالم المحترفين Sony السينمائي من ميزات 3FX المحسنة تشغيل مريح بدون الحاجة إلى كيج :تصميم مريح ومحمول باليد لتوفير حرية أكبر أثناء التصوير. عمر بطارية أطول بأكثر من 1.6 مرة مقارنة بـ :III S7a تصوير لفترات أطول دون القلق بشأن نفاد البطارية. خيارات طاقة :PD-USB إمكانية استخدام الشحن عبر PD-USB إلطالة وقت التصوير بشكل ملحوظ. الميزات المشتركة لكاميرا3FX ًء عاليًا. كاميرا بإطار كامل :توفر جودة صورة استثنائية وأدا مستشعر CMOS R Exmor بدقة 12.1 ميجابكسل مضاء من الخلف :يضمن حساسية ضوء ممتازة مع ضوضاء منخفضة. معالج :XR BIONZ يوفر سرعة معالجة فائقة وأداء عالي الكفاءة. معدالت تصوير عالية السرعة :تصل إلى 120 إطا ًرا في الثانية بدقة 4 Kو240 إطا ًرا في الثانية بدقة.HD مدى ديناميكي يزيد عن 15 وقفة :يوفر تفاصيل مذهلة في اإلضاءة العالية والظالل.